# Fernsehturm Noworossijsk
Der Fernsehturm Noworossijsk ist ein 261,45 Meter hoher Fernsehturm im russischen Noworossijsk in Stahlbetonbauweise.  Er wurde nach zehnjähriger Bauzeit 1996 fertiggestellt, dient der Übertragung von Radio- und Fernsehprogrammen und steht im Besitz des russischen Staats. Der Turm befindet sich auf einem 373,5 Meter hohen Bergpass bei Werchnebakanski im Nordwesten von Noworossijsk. Architektonisch bemerkenswert ist, dass der Turmschaft aus Beton sich nach oben nicht verjüngt, sondern vom Fuß bis zum Turmkorb auf rund 144 Meter Höhe denselben Querschnitt aufweist. Die Masse des Turms beträgt 12.000 Tonnen, die Stahlantenne auf der Spitze wiegt 300 Tonnen.